# 드라이포인트

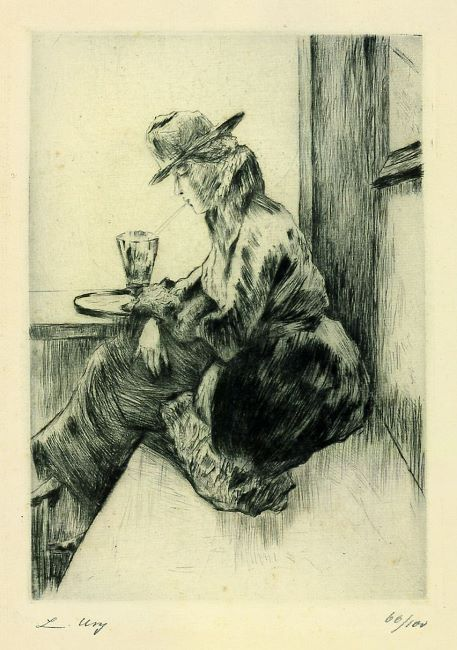
Lesser Ury의 《카페의 여인》. 전형적인 드라이포인트 기법의 풍부하게 부드러운 선을 보인다.

드라이포인트(drypoint)는 판화 기법의 하나이다. 동판, 아연판 등 부식의 기법에 사용되는 금속은 물론이거니와 알루미늄이나 경질 비닐 등으로 응용의 범위는 넓다. 조각의 도구는 강철체의 예리한 바늘이나 루비나 다이아몬드의 바늘인데 뷰린도 사용할 수가 있다. 철필끝을 잘 갈아서 써도 무방하다. 전통적으로 바늘을 사용하는 기술이 붓과 비슷하기 때문에 에칭과 같이 인그레이빙보다는 익히기 쉽다. 부선각(線刻)의 깊이는 바늘을 다루는 데 따라서 자유롭고 선 양쪽에는 버(burr)라고 하는 거스러미가 생긴다. 잉크를 닦아 없앨 때는 이 바에 남은 잉크가 독특한 부드러운 선을 만들게 되는데 인쇄 횟수가 많아지면 롤러의 강압 때문에 바가 마멸되어 톤이 변하기 쉽다.

## 같이 보기
- 메조틴트

## 참고 문헌
- 이 문서에는 다음커뮤니케이션(현 카카오)에서 GFDL 또는 CC-SA 라이선스로 배포한 글로벌 세계대백과사전의 내용을 기초로 작성된 글이 포함되어 있습니다.